# Ava Dalush
Ava Dalush (* 23. Juni 1989 in Mansfield, Nottinghamshire) ist eine britische Pornodarstellerin mexikanisch-schottischer Abstammung.

## Karriere
Dalush begann ihre Karriere in der Hardcorebranche im Jahr 2012. Sie fing zunächst als Webcam-Model an, bevor sie von der Filmfirma Studio 66 kontaktiert wurde. Zur selben Zeit wurde sie von der britischen Ausgabe des Playboy kontaktiert, um in einem Fotoshooting zu erscheinen. Sie beschloss, das Playboy-Fotoshooting zu machen und lehnte zunächst einige Angebote von Studio 66 ab. Seitdem hat sie u. a. Filme für die Studios Harmony Films, Private, Elegant Angel, Brazzers und Jules Jordan Video, Evil Angel und Blacked.com gedreht. 2015 wurde sie bei den XBIZ Awards in der Kategorie Best Scene -Vignette Release im Film I love my hot wife ausgezeichnet. Breitere Bekanntheit erlangte sie durch ihre Darstellungen der Missy im Film Down on Abby: Tales From the Bottomley Manor, einer Pornoparodie auf die britische Fernsehserie Downton Abbey und in dem  Science-Fiction-Film The Doctor Whore Porn Parody, einer Parodie auf die britische Fernsehserie Doctor Who, in dem sie die Rolle der Prof. River Dong mimte. In letzterem wurde sie auch für ihre POV-Szene bei den AVN Awards nominiert.

## Filmografie (Auswahl)
- 2013: Young Harlots: Forbidden Fruits
- 2013: Fuck Me in My Jeans
- 2013: Lip Service
- 2013: The Initiation of Ava Dalush
- 2013: Girls in Tight Spandex
- 2013: Beach Volley Sluts in Ibiza
- 2014: Young Harlots Girls Dorm
- 2014: Down on Abby: Tales From the Bottomley Manor
- 2014: Jerkoff Material 11
- 2014: Strap Some Boyz 3
- 2014: I Love My Hot Wife
- 2014: Doctor Whore Porn Parody
- 2015: All Internal 25
- 2015: True Erotica
- 2015: Cum Inside Me
- 2015: Cuckold Sessions 21
- 2016: Big Boobs & Bush
- 2016: Public Bang 4
- 2016: I Confess Files
- 2016: My Hotwife's Black Bull 2
- 2017: UKs Hot In Nylons 2
- 2019: Real Housewives 24

## Auszeichnungen
- 2015: Penthouse Pet of the Month for March 2015
- 2016: DanniGirl of the Month, Januar 2016
- 2015: XBIZ Award: „Best Scene -Vignette Release“ im Film „I love my hot wife“

## Nominierungen
- 2014: AVN Award - Best Sex Scene in a Foreign-Shot Production, Private Gold 162: 19th Birthday Present: the Greatest Orgy (2013)
- 2014: AVN Award - Female Foreign Performer of the Year
- 2015: AVN Award - Best POV Sex Scene, Doctor Whore Porn Parody (2014)
- 2015: AVN Award - Fan Award: Best Boobs
- 2016: AVN Award - Best Girl/Girl Sex Scene, Mother’s Little Helper (2015)

- Sex Awards 2013: Hottest New Girl

- XBIZ Awards: 2015 - Winner: Best Scene - Vignette Release, I Love My Hot Wife (2014)
- XBIZ Awards: 2015 - Foreign Female Performer of the Year
- XBIZ Awards: 2016 - Foreign Female Performer of the Year